# جون هنتر (جراح)
جون هنتر (بالإنجليزية: John Hunter)‏ (1728 – 1793) جرَّاح وطبيب اسكتلندي، يعتبر أحد أبرز جرَّاحي وعلماء عصره ومن أوائل من دافعوا عن الطريقة العلميَّة وأسَّسوا المنهجيَّة الطبية الحديثة، جمعته علاقة وثيقة مع إدوارد جينر مكتشف لقاح الجدري فقد كان أستاذه في البداية وصديقه ومساعده لاحقاً، وكان من أهم الداعمين لتشريح الجثث حتى أنَّه دفع ثمن إحدى الجثث المسروقة «جثة تشالرز بيرن» وشرع في تشريحها ودراستها وعرضها على طلابه خلافاً لرغبة المتوفي ووصيته الصريحة، كانت زوجته آن هنتر شاعرة «غير مشهورة» وقد لُحِّنت بعض قصائدها من قبل جوزيف هايدن.
تعلَّم هنتر التشريح من خلال مساعدة شقيقه الأكبر ويليام في مدرسة التشريح الخاصة به في وسط لندن، وسرعان ما أصبح خبيراً في علم التشريح وبرع فيه، قضى بعدها عدة سنوات كجرَّاح في الجيش البريطاني وتدرَّب على جراحة الأسنان والفكين مع طبيب الأسنان جيمس سبنس، وفي عام 1764 أنشأ مدرسة تشريح خاصة به في لندن، وفي هذه المدرسة قام بتشريح جثث البشر والحيوانات وجمع ما يقارب من 14 ألف عيِّنة من النماذج التشريحية المختلفة منها 3 آلاف حيوان.
في عام 1767 انتخب هنتر عضواً في الجمعية الملكية، وحظي لاحقاً بتكريم كبير فأطلق اسمه على جمعية هنتر في لندن وعلى متحف هنتر في الكلية الملكية للجراحين وهو المكان الذي تُحفظ فيه عينات التشريح الخاصة به ومنها جثة تشالرز بيرن المسروقة التي اشتراها هنتر بطريقة غير مشروعة وشرَّحها رغم الاحتجاجات المستمرِّة حتى الآن على عرض هذه الجثة ضمن النماذج التشريحية الخاصة بهنتر.

## حياته المُبكِّرة
ولد هنتر في كالديروود Calderwood وكان أصغر عشرة أخوة، تاريخ ولادته غير معروف بدقة ففي «كتاب الأيام» يذكر روبرت تشامبر أنَّه 14 يوليو في حين أنَّ سجلات البلدة التي ولد فيها تعطي تاريخاً بديلاً هو 13 يوليو أمَّا سجلات العائلة فتذكر تاريخ 7 فبراير، توفي ثلاثة من أشقاء هنتر بسبب أمراض مختلفة قبل ولادته وأحدهم كان اسمه جون أيضاً، منذ صغره أظهر هنتر مواهب عديدة وعمل في البداية في صناعة الخزن والطاولات الخشبية مع أحد أشقائه.

## تعليمه
هاجر هنتر إلى لندن بعمر 21 سنة حيث كان شقيقه الأكبر يعمل مُدرِّساً للتشريح وقد أعجب هنتر بعلم التشريح وأصبح مساعداً لأخيه عام 1748، وسرعان ما برع في هذا المجال وأصبح يقوم بالتشريح العملي ويلقي الدروس بنفسه، زعم بعض المؤرخين أنَّ هنتر وشقيقه وأستاذ شقيقه ويليام سمايلي كانوا مسؤولين عن العديد من وفيات النساء الحوامل اللواتي استخدمت جثثهنَّ في التشريح من أجل معرفة التغيُّرات التشريحيَّة التي تصيب جسم المرأة أثناء الحمل، لكنَّ العديد من الباحثين رفضوا هذا الزعم لأنَّ نسبة الوفيات بين الحوامل لم تكن أعلى من المعدل أثناء عمل هنتر وزملائه، إنَّ شيوع حالة الإرجاج الحملي eclampsia التي تصيب 10% من الحوامل ولم يكن لها أي علاج معروف وقتها رغم أنَّها تعالج بسهولة اليوم قد تُفسِّر ببساطة معدل الوفيات المثير للريبة بالنسبة لقرُّاء القرن الحادي والعشرين وباحثيه، وفي كتابه «تشريح الرحم» الذي نُشر عام 1774 يعرض هانتر أربعة من هذه الحالات بشكل تفصيلي.
قام هنتر كذلك بالكثير من الأبحاث على دماء المرضى الذين يعانون من أمراض مختلفة، وساعده ذلك على تطوير نظريَّته حول أسباب الالتهاب وآليته وأوضح أنَّه ردُّ فعل من الجسم على المرض وليس مرضاً بحدِّ ذاته.
درس هنتر تحت إشراف ويليام تشيسيلدن في مستشفى تشلسي، وبيرسيفال بوت في مستشفى بارثولوميو، وماري مارغريت بيهرون الأخصائية الشهيرة في علم التشريح ويُعتقد أنَّ العديد من الرسوم التوضيحيَّة في كتبه تعود لها، بعد فترات التدريب هذه أصبح جرَّاحاً مساعداً في مستشفى سانت جورج عام 1756 وجرَّاحاً رئيسياً في نفس المستشفى عام 1768.

## عمله كجرَّاح في الجيش
كُلِّف هنتر بالعمل كجرَّاح في الجيش البريطاني في عام 1760، وكان جرَّاحاً في بعثة جزيرة بيل إيل الفرنسية عام 1761، ثم عاد ليخدم في الجيش البريطاني عام 1762، أثناء هذه الفترة خالف هنتر الرأي الطبي السائد الذي كان يدعو لتوسيع الجروح الناجمة عن الطلقات النارية من أجل سهولة استخراج البارود والشظايا منها، وكانت وجهة نظره أنَّ هذه الطريقة تزيد احتمال تلوُّث الجروح وإصابتها بالإنتان ولم يكن يقوم بتوسيع الجرح إلا في بعض الحالات الخاصة التي تتطلَّب القيام بإجراءات مرافقة كإزالة الشظايا العظمية.

## عمله ما بعد الجيش
ترك هنتر الجيش عام 1763، وأمضى بعدها خمس سنوات على الأقل في العمل مع جيمس سبنس الذي كان طبيب أسنان مشهور في لندن، ورغم أنَّ هنتر لم يكن أول طبيب يقوم بإجراء عمليات زرع الأسنان ولكنَّه قام بتطوير هذا النوع من الجراحة بشكلٍ كبير ولا تزال المبادئ التي ابتدعها تستخدم حتى الآن، لم تكن الأسنان المزروعة تغرس بشكل صحيح ضمن اللثة ولكن مع ذلك ذُكر أنَّ أحد مرضى هنتر احتفظ بثلاثة من أسنانه المزروعة لمدة ست سنوات وهي فترة رائعة ومدهشة بالنسبة للتقنيات الموجودة في ذلك الوقت، في عام 1764 أنشأ هنتر مدرسة التشريح الخاصة به في لندن وبدأ بممارسة الجراحة فيها.

### منزل إيرل كورت
في عام 1765 اشترى هنتر منزلاً كبيراً بالقرب من منطقة إيرل كورت Earl's Court house، وفي هذا المنزل الواسع ربَّى الكثير من الحيوانات وقام بتشريحها ودراسة سلوكها وعلاقتها مع بعضها، وقد ذكرت مقالة صحفيَّة أنَّ هذا المنزل تحوَّل لجنة لهذه الحيوانات التي عاشت بسلام مع أنَّه من المفترض أن تكون معادية لبعضها البعض، وقد تكون هذه الصورة هي مصدر الإلهام لشخصية الدكتور دوليت الأدبية.

### التجارب على نفسه
انتُخب هانتر عضواً في الجمعية الملكية عام 1767، وأصبح عضواً في الكلية الملكية للجراحين وهي مؤسَّسة طبية مستقلة أُنشئت لرفع مستوى الرعاية الصحية الجراحية وتنظيم ممارسة مهنة الجراحة بما فيها جراحة الفك والأسنان في بريطانيا، في هذا الوقت أصبح هنتر المرجع الأول في الأمراض التناسلية واعتقد أنَّ مرض السيلان البني والزهري سببهما عامل مُمرض واحد، وقد جرَّب العديد من أطباء ذلك العصر هذه الأمراض على أنفسهم ويُعتقد أنَّ هنتر نفسه قد حقن نفسه بالسيلان بإبرة ملوثة بالزهري والسيلان في نفس الوقت «دون أن يعلم» وعندما أصيب بكلا المرضين أعتقد أنَّه أثبت الفرضية التي تقول بأنَّ كلا المرضين لهما نفس العامل المُسبِّب، سُجِّلت هذه التجربة في كتاب هنتر حول الأمراض التناسلية الذي نشر عام 1786 وعلى الأرجح فقد أجراها هنتر على مريض وليس على نفسه، وناصر استخدام الزئبق والكي لعلاج السيلان والزهري، وبسبب شهرة هنتر ومكانته العلميَّة تراجع العديد من الأطباء عن الحقائق التي توصلوا إليها حول مرضي الزهري والسيلان وقبلوا بأفكار هنتر الخاطئة ممَّا أخَّر تطوير نظرية صحيحة في هذا المجال 51 عاماً.
اليوم بتنا نعرف أنَّ الزهري «يُسمى أيضاً السفلس أو الداء الإفرنجي» هو مرض من الأمراض المنقولة بالجنس، تُسبِّبه جرثومة اللولبيَّة الشاحبة ويصيب تقريباً نحو 12 مليون شخص حول العالم، يُسبِّب في البداية طفح جلدي وأعراض بولية بسيطة ولكنه قد يتطوُّر ليصيب القلب والجهاز العصبي، يمكن أن يكون من الصعب تشخيص المرض في مراحله المُبكِّرة رغم الأعراض والعلامات المتنوعة التي يُحدثها ولذلك يطلق عليه اسم «المُقلِّد الأكبر» لأنَّه يقلد الكثير من الأمراض الأخرى، التشخيص الدقيق يكون من خلال الاختبارات والتحاليل المصليَّة، أمَّا العلاج فيعتمد بشكل رئيسي على المضادات الحيوية كالبنسلين ورغم أنَّ الحقن العضلي بالبنسلين واحد من أقدم الأساليب لعلاج الزهري ولكنَّه مايزال فعَّالاً عند أغلب المرضى، وإذا تُرك الزهري دون علاج فإنَّه قد يؤدي لضرر فعلي بالقلب والأوعية الكبيرة كالأبهر والدماغ والعيون والعظام وأحياناً قد تكون هذه التأثيرات قاتلة.

## مهنته المتأخرة
أصبح هانتر جرَّاحاً رئيسيَّاً في مستشفى سانت جورج عام 1768 وأصبح عضواً في رابطة الجرَّاحين البريطانيين، وفي عام 1776 تمَّ تعيينه جرَّاحاً للملك جورج الثالث، وفي عام 1783 انتقل إلى منزل جديد في ساحة ليستر وكان هذا المنزل كبيراً كفاية لدرجة أنَّ هنتر احتفظ فيها بقرابة 14 ألف من النماذج التشريحية لأكثر من 500 نوع من النباتات والحيوانات، وفي نفس العام تمكَّن من الحصول على جثة العملاق الإيرلندي تشارلز بيرن الذي يبلغ طوله 2.31 متر بعد أن رشى أحد القائمين على الجنازة بمبلغ 500 جنيه استرليني ليضع الحجارة في التابوت بدل الجثة وكان هذا الإجراء مخالفاً لرغبة تشالرز بيرن الذي رفض تشريح جسمه وطلب أن تُدفن جثَّته في البحر، قام هنتر بتشريح جثة العملاق ودراستها وعرضها على تلاميذه وما زالت بقاياها إلى الآن محفوظة ضمن نماذج هنتر التشريحية في متحف الكلية الملكية للجرَّاحين في لندن.
في عام 1786 تمَّ تعيين هانتر كجرَّاح رئيسي للجيش البريطاني وفي عام 1790 رفَّعه رئيس الوزراء ويليام بيت إلى رتبة جرَّاح جنرال، وأثناء وجوده في هذا المنصب أجرى إصلاحاً شاملاً لنظام تعيين وترقية جراحي الجيش استناداً للخبرة والجدارة بدلاً من النظام السابق القائم على المحسوبية.
توفي جون هنتر عام 1793 جرَّاء نوبة قلبية أثناء شجار حدث في مستشفى سانت جورج خلال قبول الطلاب الجدد في ذلك العالم.
وصف كاتب السيرة الذاتية لهنتر شخصيَّته بالتالي:
، ووصفه أحد مساعديه أيضاً بأنَّه رجلٌ طيب وغير صبور ويُثار بسهولة وعدما يشعر بالغضب لا يهدأ بسهولة

## العائلة
تزوج هنتر من آن هوم ابنة روبرت بوين هوم، وأنجب الزوجان أربعة أطفال توفي اثنان منهم قبل سن الخامسة، ابنتهم الرابعة أغنيس تزوجت من الجنرال السير جيمس كامبل من إنفيرنيل.

## الإرث
في عام 1799 اشترت الحكومة البريطانية مجموعة كبيرة من أوراق هنتر ونماذجه وعيناته التشريحية وقدَّمتها إلى رابطة الجرَّاحين الملكيين.

### مساهماته في الطب
ساهم هنتر في تحسين فهم تشريح ووظيفة أسنان الإنسان، وطريقة نمو العظام وإعادة تشكُّلها، ومفهوم الالتهاب، بالإضافة لإنجازاته في الجراحة وخصوصاً جروح الطلق الناري، والأمراض التناسلية، والأمراض الهضمية، وتطور الأطفال ونموهم، وكيفية تغذية الجنين، ودور الجهاز اللمفاوي عند البشر والعديد من الإسهامات الأخرى.